# Gao Fengwen
Gao Fengwen (chinois : 高丰文) (né en novembre 1939 à Kaiyuan dans le Mandchoukouo, aujourd'hui dans le Liaoning en Chine et mort le 27 octobre 2020) est un joueur de football international chinois, devenu ensuite entraîneur.

## Biographie

### Carrière de joueur

#### Carrière en sélection
Avec l'équipe de Chine, il joue entre 1965 et 1973.